# Lespesia aletiae
Lespesia aletiae là một loài ruồi trong họ Tachinidae.